# Споразум о прекиду ватре у Нагорно-Карабаху 2020.
Споразум о прекиду ватре у Нагорно-Карабаху 2020. споразум је о примирју којим је окончан рат у Нагорно-Карабаху 2020. Потписали су га 9. новембра председник Азербејџана Илхам Алијев, председник Владе Јерменије Никол Пашињан и председник Русије Владимир Путин. Споразумом су окончана сва ратна дејства у региону Нагорно-Карабаха од 10. новембра 2020. у 00.00 ч. по московском времену. Председник самопроглашене Републике Арцах Арајик Арутјуњан такође је прихватио окончавање ратних дејстава. Споразум је довео до одређених територијалних промена у корист Азербејџана.